# 토산 전투
토산 전투는 1637년 1월 19일 청군이 황해도 감사 이배원과 황해도 병사 이석달이 이끄는 조선군을 기습하여 일어난 전투이다.

## 전투
동선령 전투에서 승리하였으나 많은 군사와 물자를 소비한 이완과 도원수 김자점의 군대는 청군의 병력이 동선령 전투 당시보다 몇 배 이상 많자 싸울 엄두를 내지 못하였다. 황해도 감사 이배원과 황해도 병사 이석달은 어영군과 일반군사 5,000여명을 이끌고 동선령에 다다르게 되었다. 그러나 이들은 청의 군대가 예전과 다르다는 것을 모르고 있었다. 이들의 군대가 토산에 이를 즈음에, 청군은 기습공격을 가하여 닥치는 대로 조선군에게 달려들었다. 이 싸움에서 조선군은 많은 군사를 잃고 패퇴하였으나, 다시 재정비하고 청군을 공격하였다. 조선 어영군이 쏘는 위력적인 조총에 수많은 청군이 죽었고, 살아남은 자는 수천에 불과했다. 토산 전투는 조선군의 승리로 끝나게 된다.